# Alicia Alonso
Alicia Alonso, echte naam Alicia Ernestina de la Caridad dei Cobre Martínez Hoyo (Havana, 21 december 1920 - aldaar, 17 oktober 2019) was een Cubaanse (ballet)danseres en choreografe.

## Levensloop
Ze was de jongste van vier kinderen. Ze had één zuster, Cuca, en twee broers. Haar vader was Antonio Martínez de la Maza Arredondo, een dierenarts en officier, en haar moeder heette Ernestina del Hoyo y Lugo.
Op 9-jarige leeftijd begon ze dans te leren in Havana (in de Sociedad Pro-Arte Musical, met Nikolai Yavorsky) en danste in Cuba onder de naam van Alicia Martinez.
Op 15-jarige leeftijd trouwde ze met haar danspartner Fernando Alonso en veranderde ze haar naam in Alonso. Later brengt Alicia een dochter ter wereld: Laura. Ze was op 18 maart 1938 geboren (Alicia was toen 18). Toen ze in New York kwam had ze Anatole Vilzak en Ludmilla Shollar als leerkrachten in de School of American Ballet, later met Vera Volkova in Londen.
Op 19-jarige leeftijd werd ze gedeeltelijk blind. Haar partners moesten altijd staan waar ze verwachtte dat ze zouden staan, en ze gebruikte de lichten om zich in de ruimte te richten. In New York danste ze in de musicals Great Lady in 1938 en Stars in Your Eyes in 1939 (choreograaf: George Balanchine).
Vanaf 1939 werkte ze in het American Ballet Caravan, voorloper van het huidige New York City Ballet. Ze was lid van het American Ballet Theater in 1940 en in 1943 werd ze een van hun prima ballerina's. Ze danste de eerste rol in Undertow van Antony Tudor (1943), Theme and Variations van George Balanchine (1947) en Fall River Legend van Agnes de Mille (1948).
Als Prima Ballerina werkte ze met de meeste bekende choreografen als Michel Fokine, George Balanchine, Léonide Massine, Bronislava Nijinska, Antony Tudor, Jerome Robbins of Agnes de Mille.
In 1948 richtte ze met haar echtgenoot het Ballet Alicia Alonso op, thans Ballet Nacional de Cuba genoemd. Leerlingen van haar dansen in het American Ballet Theater, het Boston Ballet, het San Francisco Ballet, het Washington Ballet, het Cincinnati Ballet and het Royal Ballet. Haar choreografieën zijn onder andere La Tinaja, Ensayos Sinfonicos en Lydia.
In 1950 richtte ze de Academia Nacional de Ballet Alicia Alonso op (huidig directeur: Ramona De Saa). Haar partner in deze periode was Igor Youskevitch. Samen met hem voegde ze zich in 1955 bij de Ballet Russe de Monte Carlo.
Tussen 1955 en 1959 danste ze elk jaar in de Ballets Russes de Monte Carlo, maar ook in het Bolshoi ballet en het Kirov ballet in 1957 en 1958, in de Opera de Paris, het Royal Danish Ballet en bij andere compagnieën.
Haar versies van de choreografieën van de klassieke balletten zijn bekend en worden gebruikt in de Opéra de Paris (Giselle, Grand pas de quatre, Sleeping Beauty), de Wiener Staatsoper en het Teatro San Carlo in Napels (Giselle), in de Praagse Opera (La fille mal gardée) en in het Teatro alla Scala in Milaan (Sleeping Beauty).
In 1959 kwam Fidel Castro aan de macht. Hij gaf veel subsidies aan het Nationale Ballet van Cuba, waarvoor Alicia Alonso dankbaar was. Ze werd communiste. Ze stichtte de Fundación de la Danza en het Instituto Superior de la Danza Alicia Alonso.
In 1964 en 1965 nam ze aan de jury van het dansconcours van Varna deel. Ze hertrouwde in 1975 met de litteraire criticus Pedro Simón. Ondanks haar zichtprobleem danste ze tot haar zeventigste levensjaar.
In juni 2002 werd ze aangesteld als UNESCO Goodwill Ambassadeur voor haar bijdrage in de ontwikkeling en de bescherming van de klassieke dans.
Ze bleef lang directrice van het Ballet Nacional de Cuba. In 2019 overleed ze op 98-jarige leeftijd.

## Prijzen
- Dance Magazine Annual Award in 1958
- Order of Work of the Democratic Republic of Vietnam in 1964
- Grand Prix de la Ville de Paris in 1966
- Anna Pavlova Award of the University of Dance, Paris in 1966
- Gold Medal of the Gran Teatro by Premio Gran Teatro de La Habana in 1985
- UNESCO Pablo Picasso Medal in 1999